# Cour Sedaine
La cour Sedaine est une voie du 11e arrondissement de Paris, en France.

## Situation et accès
La cour Sedaine est une voie située dans le 11e arrondissement de Paris. Elle débute au 28, rue Sedaine et se termine en impasse.

## Origine du nom
Elle porte le nom de l'auteur dramatique Michel-Jean Sedaine (1719-1797), en raison de sa proximité avec la rue éponyme.